# الأعلام (الفيوم)
قرية الأعلام هي إحدى القرى التابعة لمركز الفيوم في محافظة الفيوم في جمهورية مصر العربية. حسب إحصاءات سنة 2006، بلغ إجمالي السكان في الأعلام 10226 نسمة، منهم 5286 رجل و4940 امرأة.